# Lieper Burg
Die Lieper Burg ist ein Burgwall in der Gemeinde Thelkow im Landkreis Rostock, Mecklenburg-Vorpommern; sie befindet sich in einem Wald im Bereich des südlichen Oberhanges des Recknitztals unweit des Dorfes Liepen und gehört zum LSG „Lieper Burg“. Die frühslawische Höhenburg aus dem 8. Jahrhundert steht auf einem spornartigen Vorsprung in zwanzig Metern Höhe über dem Recknitztal. Urkundlich wird die Burg nicht erwähnt. Ihre Bedeutung dürfte sich aus der Lage an der Recknitz und somit an Stammesgrenzen der Liutizen ergeben haben.
Die Burg wurde in einem Zuge errichtet. Der Burgwall wurde aus Sand auf die Erdoberfläche aufgeschüttet und im Kern von Steinpackungen begrenzt. Er hat am Fuß eine Breite von 13 m, tiefe Gräben schützten die Anlage zusätzlich. Die Innenfläche der Lieper Burg ist im Vergleich zu vielen anderen slawischen Burganlagen Norddeutschlands relativ groß, ihr Durchmesser beträgt über hundert Meter. Die damalige Existenz von zwei Zugängen, wie sie heute sichtbar sind, ist nicht sicher belegt. Spuren einer gewaltsamen Zerstörung der Burg sind nicht vorhanden. Die Keramikfunde, mit Kammstichverzierungen und Wellenbändern verzierte Gegenstände, gehören zum „Feldberger Typ“. 
Die Burganlage wurde 1958 von Ewald Schuldt kartiert. Ausgrabungen erfolgten nur in begrenztem Maße.
Nach der Lieper Burg ist der im selben Wald liegende „Burgsee“ benannt. Unweit südlich befindet sich das Naturschutzgebiet Teufelssee bei Thelkow.

## Weblinks

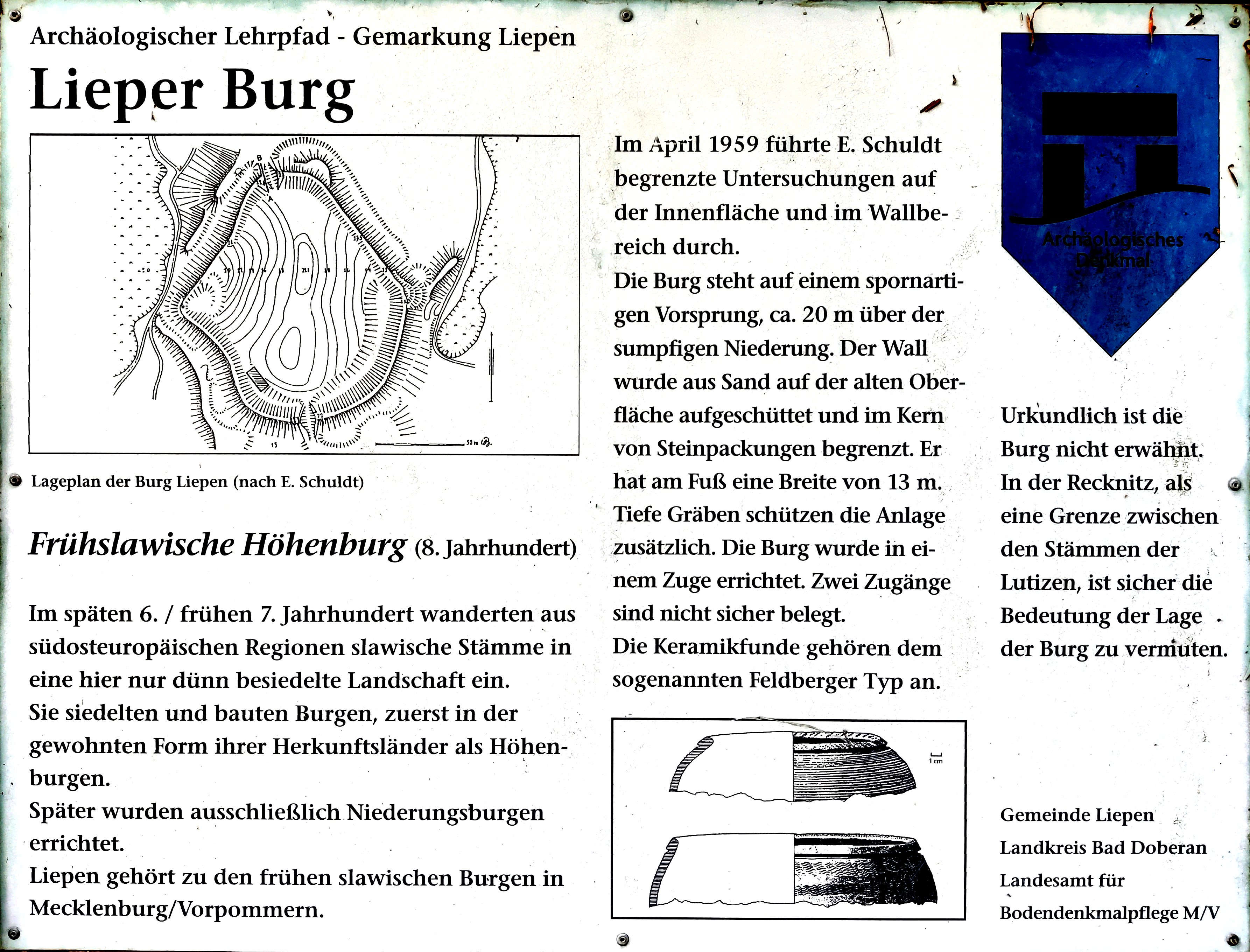
Schautafel Lieper Burg